# Lorenzo Latorre
Lorenzo Antonio Inocencio de la Torre Jampen (Montevideo, 19 de agosto de 1844 - Buenos Aires, 18 de enero de 1916), más conocido como Lorenzo Latorre, fue un militar y político uruguayo que gobernó Uruguay entre 1876 y 1880.
Primero de manera de facto con el cargo de "Gobernador Provisorio" entre 1876 y 1879, y luego como presidente constitucional de la República desde 1879 hasta su renuncia en 1880. Su gobierno dio inicio al período histórico conocido como el "militarismo", donde se profundizó el proceso de modernización del Estado uruguayo a finales del siglo XIX.

## Primeros años

### Infancia y juventud
Lorenzo Antonio Inocencio de la Torre nació en Montevideo el 28 de julio de 1844, hijo de Lorenzo de la Torre Insua y de María Rosa Jampen Arenas.
Su padre, natural de Galicia y de filiación blanca, fue funcionario aduanero y comerciante minorista. 
Comenzó a trabajar a los 14 años como mandadero en el escritorio de Rudescindo Canosa y luego como empleado de comercio. 

### Inicio de su carrera militar
A los 19 años, luego de un violento altercado con su padre, abandonó Montevideo para incorporarse a la revolución encabezada por el caudillo colorado Venancio Flores. 
En septiembre de 1863 se volvió soldado raso en las fuerzas del Coronel Enrique Castro. Participó en las principales acciones de guerra, incluso en el sitio de Paysandú, y luego con el triunfo de Flores en 1865 es ascendido a Teniente segundo del Batallón "Florida". 

### Guerra del Paraguay
Con dicho rango y Batallón partió luego del triunfo de la revolución de Flores a combatir en la Guerra del Paraguay.
Durante la guerra de la Triple Alianza su comandante fue León de Palleja y casi muere en la batalla de Estero Bellaco herido de bala en la ingle.

### Regreso a Uruguay
Retorna a Montevideo, siendo luego ascendido a Teniente primero en el nuevo batallón "Libertad".
En 1867 viajó a Europa por tres meses junto a Fortunato Flores, uno de los hijos de Venancio. Visitaron París y su Exposición Universal.  

El 19 de febrero de 1868, cuando son asesinados los expresidentes Venancio Flores y Bernardo Berro, Latorre se encuentra defendiendo el Cuartel de Dragones, a órdenes del gobierno. Por su participación en estas acciones alcanza la categoría de Capitán. 

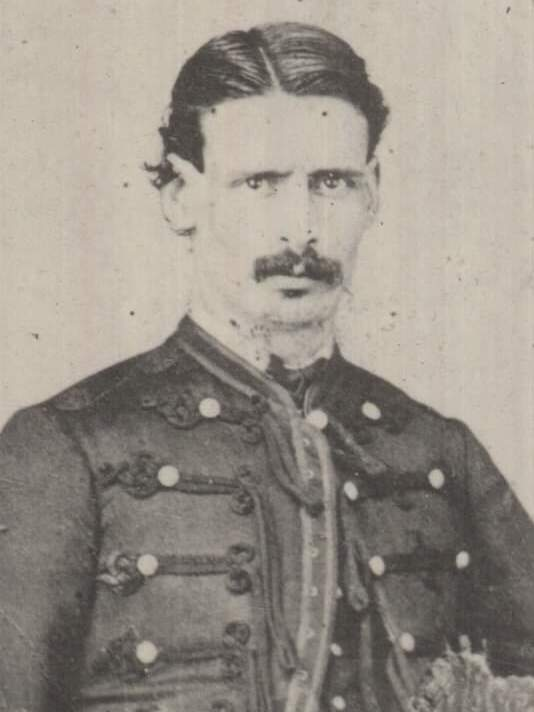
Un joven Latorre.

En agosto de 1868 se le nombra segundo jefe del batallón Primero de Cazadores.
En 1870, con el estallido de la Revolución de las Lanzas del caudillo Timoteo Aparicio, Latorre sirve nuevamente al gobierno y alcanza el rango de teniente coronel.
Contaba con 24 años y ya con una posición económica sólida debido a sus ahorros. Fallecido su padre que lo dejó como único administrador de sus bienes, se casó con Valentina González y Aragón en julio de 1872. Valentina González era hija de Melitón González y de Antonia de Aragón y también tía de Juan Zorrilla de San Martín, ya que su media hermana era Alejandrina del Pozo y Aragón de Zorrilla de San Martín, madre del poeta.
El matrimonio Latorre-González tuvo un total de nueve hijos.
Ese mismo año es separado de la Jefatura del batallón 1.º de Cazadores por el presidente interino Tomás Gomensoro, por incitar a la actividad política a sus subalternos. 
Al año siguiente retornaría a este cargo gracias al novel presidente José Ellauri.

## Ascenso al poder
Latorre se convirtió en el militar de confianza del Presidente de la República José Ellauri y de los principistas. Pero las dificultades financieras del Estado y la inestabilidad monetaria fueron cambiando su relación con el gobernante.

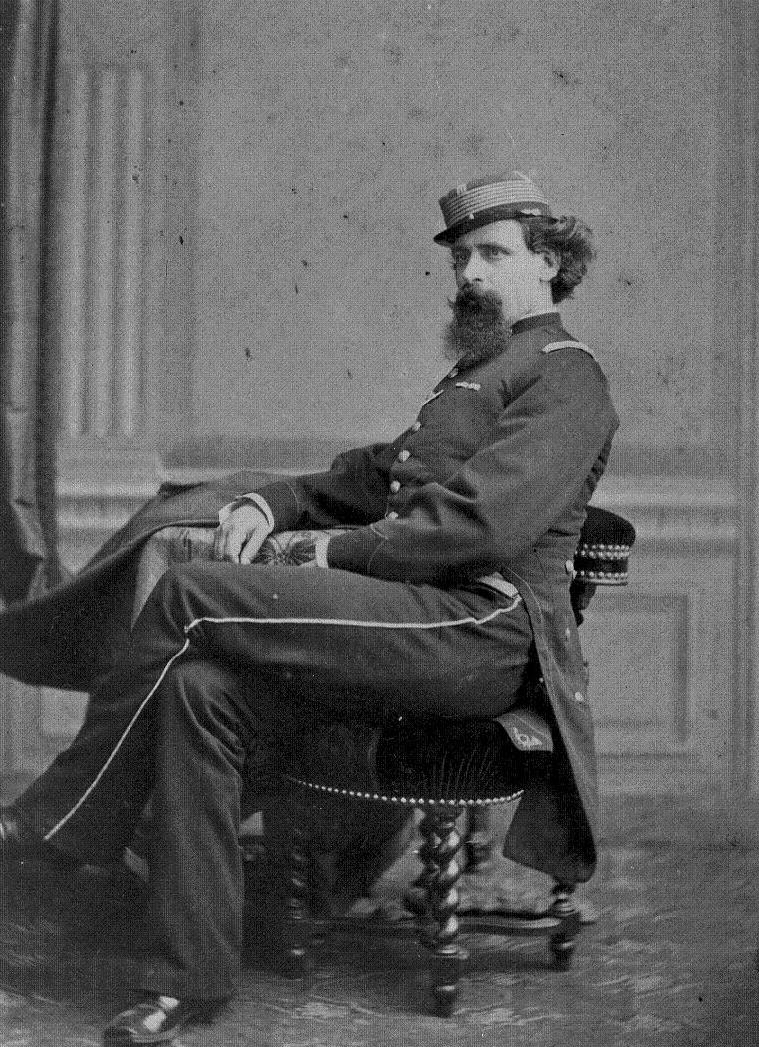
Fotografía del Coronel Lorenzo Latorre hacia 1875.

En enero de 1875 pone orden en los hechos del 10 de ese mes, que concluyen con varios muertos en la Plaza Constitución, en ocasión de la polémica acerca de la elección del Alcalde Ordinario de Montevideo. Finalmente, Latorre fue protagonista en el motín de enero de ese año que derribó al gobierno constitucional de Ellauri.
Fue instalado en el poder Pedro Varela, siendo poco días después electo por la Asamblea General como presidente. Latorre fue designado como su Ministro de Guerra y Marina.
Tiene un rol protagónico para el gobierno luchando en la Revolución Tricolor en ese mismo año. Debido a esto se le ofrece el grado de General, que Latorre declina argumentando "la necesidad de dar una lección a esos militares y ciudadanos que sólo sirven a la República por los atractivos de las recompensas individuales", como manifiesta en su carta de renuncia al cargo, de diciembre de 1875.
Pero la relación con el presidente Varela va deteriorándose progresivamente. En febrero de 1876 toma distancia de él al mandar una carta al diario "El Nacional" desentendiéndose de cualquier responsabilidad por la gestión administrativa y financiera del gobierno.
El 10 de marzo de 1876 se efectuó una amplia manifestación convocada en la Plaza Matriz de comerciantes y hacendados nacionales y extranjeros residentes. Se le decidió quitarle el apoyo al presidente y ofrecerle el poder al Ministro de Guerra el Coronel Lorenzo Latorre. Latorre aceptó y después de marchar frente a la multitud hacia el Fuerte (sede del Poder Ejecutivo), que ya había abandonado Varela, tomó las riendas del país con el título de "Gobernador Provisorio". 
Esto da inicio al período conocido como el militarismo.

## Gobernador Provisorio (1876-1879)

### Asunción

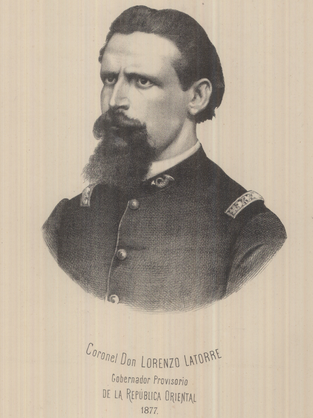

Después de que Pedro Varela abandonara la presidencia, Latorre asumió las riendas del gobierno y prometió "un gobierno honrado que marche con la opinión del pueblo". Se hizo cargo del Poder Ejecutivo como "Gobernador Provisorio", con sólo 31 años.
Su administración fue sumamente reformadora, valiéndose como nunca antes se había hecho del elemento militar y de la colaboración de algunos sectores civiles, consolidando la estructura estatal casi inexistente de forma previa y cimentando la modernización uruguaya.El logro de la consolidación de la estabilidad política y económica del país se basó en los progresos técnicos de la época.
Por estas características, el periodo histórico que la historiografía que enmarca la presidencia de Latorre y varios de sus sucesores de origen militar es llamada "militarismo". Esta etapa es fundamental para el proceso de modernización del Uruguay, aunque este proceso ya tenía antecedentes como la revolución lanar (1860-1868) y los beneficios económicos producidos en el Uruguay gracias a la guerra de la Triple Alianza, a partir de la asunción de Latorre se intensificó el proceso.
Latorre además se encargó de dar una imagen de austeridad al respecto de sus gastos como gobernante. Por ejemplo, nunca se ascendió al cargo de General ya que la nueva investidura significaría un aumento de sueldo.

### Gabinete de gobierno
| Ministerios y ministros del gobierno de Lorenzo Latorre | Ministerios y ministros del gobierno de Lorenzo Latorre | Ministerios y ministros del gobierno de Lorenzo Latorre |
| Ministerio                                              | Nombre                                                  | Período                                                 |
| ------------------------------------------------------- | ------------------------------------------------------- | ------------------------------------------------------- |
| Gobierno                                                | José María Montero                                      | 1876 - 1880                                             |
| Relaciones Exteriores                                   | Ambrosio Velazco                                        | 1876 - 1877                                             |
| Relaciones Exteriores                                   | Gualberto Méndez                                        | 1877 - 1880                                             |
| Hacienda                                                | Juan Andrés Vázquez                                     | 1876 - 1877                                             |
| Hacienda                                                | José María de Nava                                      | 1877 - 1879                                             |
| Hacienda                                                | Aurelio Berro                                           | 1879 - 1880                                             |
| Guerra y Marina                                         | Eduardo Vázquez                                         | 1876 - 1880                                             |

### Sistema judicial y registral
Para mantener una unidad política y afirmar el principio de autoridad en todo el territorio nacional se reformó el aparato jurídico: sustituyendo a los alcaldes ordinarios (cargos electivo de tipo judicial) por Juzgados Letrados Departamentales. Además, se instaló el Registro de Embargos e Interdicciones Judiciales y se organiza la Dirección y Administración General de Correos (1877).
Simultáneamente se organizó el cobro de impuestos y se inauguró líneas de ferrocarril y telégrafos.
En 1879 se aprobó la Ley de Registro de Estado Civil, por lo que las pruebas de matrimonios, nacimientos y defunciones dejaron de ser llevadas a cabo por la Iglesia y pasó a manos del Estado.

### Transformación del campo

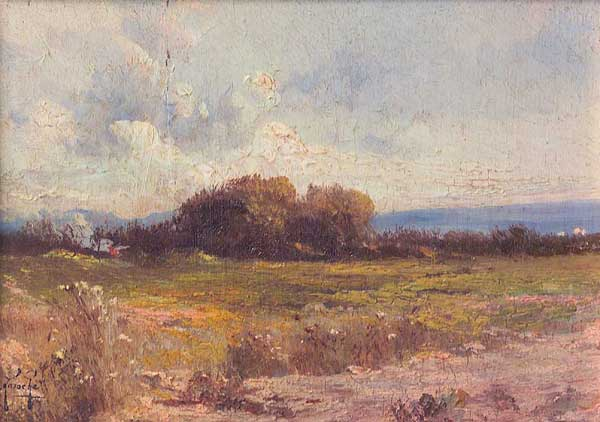
"Paisaje de campo", pintura del uruguayo Ernesto Laroche (1879-1940)

En materia económica se aseguró el orden y el mejoramiento del ámbito rural. Con el Código de Procedimiento Civil e Instrucción Criminal de 1878 y el Código Rural de 1879, y mediante la creación de un cuerpo policial rural, se "limpió" la criminalidad de la campaña de gauchos matreros y se impulsó el cercamiento de los campos; para esto último se facilitó la importación de alambre (por ley de 1875) lo que conllevó asegurar la propiedad privada rural.
El Código Rural estableció la medianería forzosa, es decir, si un estanciero alambraba el vecino tenía que compartir los costos, con lo que se veía obligado a alambrar también.
El alambramiento de los campos significó una revolución económica para Uruguay, no solo por la velocidad con que se desarrolló, sino también por lo profundo de los cambios que provocó. El rápido desarrollo del alambramiento trajo ventajas, como por ejemplo:
- Permitía fijar con claridad la extensión de las posesiones, consolidando la propiedad de la tierra.
- Ahorraba mano de obra, porque evitaba las estampidas y fugas de animales que necesitaban constante vigilancia.
- Favorecería la cría y el mestizaje de ovinos y vacunos porque facilitaba la cruza controlada, que tenía como objetivo mejorar la calidad de la materia prima.
- También impedía que los campos fueran recorridos por extraños, con lo que se evitaban los robos.

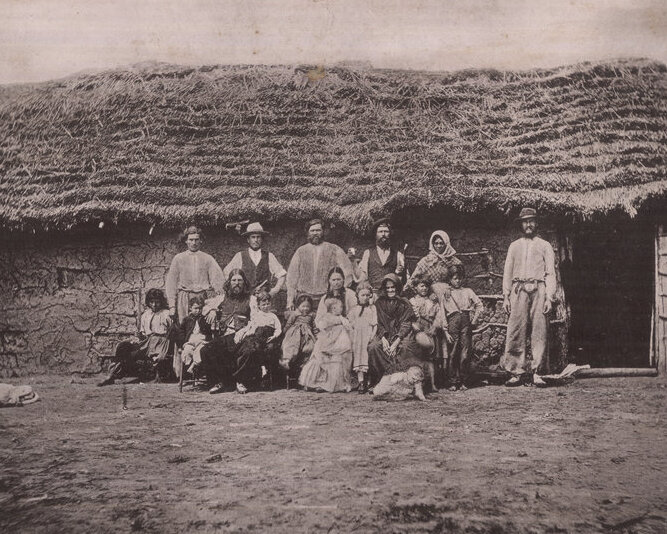
Una familia rural uruguaya, década de 1890s.

Toda esta transformación también acarreó enormes cambios sociales: 
- Sirvió para consolidar el latifundio y eliminó las medianas y pequeñas propiedades rurales, con ello desapareció la clase media rural que había surgido con la revolución lanar.
- Provocó desocupación, pues la demanda de trabajadores rurales disminuyó porque ya no era necesario contar con tanta vigilancia en el campo.
- El alambramiento determinó la desaparición del gaucho. Con los campos cercados y la policía de campaña vigilando el territorio y persiguiendo a los "vagos", ya no era tan fácil obtener comida o arrear ganado. Poco a poco los habitantes del campo se fueron asentando y convirtiendo en peones asalariados.

### Reforma educativa
Latorre buscó reformar la educación para que de esa manera se difundieran en las nuevas generaciones valores los conocimientos necesarios para que Uruguay pudiera ingresar plenamente en el mundo moderno.

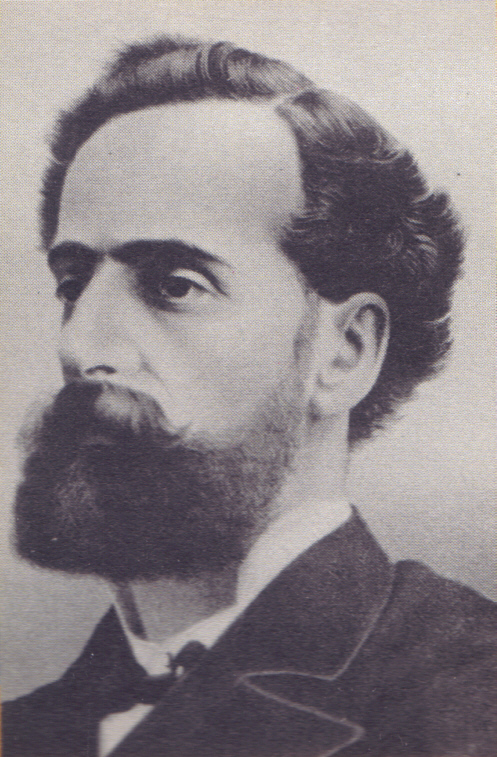
José Pedro Varela, el "padre" de la reforma educativa llevada a cabo durante el gobierno de Lorenzo Latorre.

Latorre le encomendó este trabajo a José Pedro Varela, un joven escritor y periodista que había sido opositor de su gobierno. Varela ya era antes un gran impulsor de reformar la educación: en 1868 había fundado junto a otros jóvenes, como Elbio Fernández y Carlos María Ramírez, la Sociedad de Amigos de la Educación Popular, con la idea de fomentar la educación popular, y había publicado el libro "La educación del pueblo" (1874) en el que procuraba demostrar la necesidad de una reforma escolar.
Varela, a pesar de haberse negado anteriormente, terminó por aceptar en 1876 el pedido de Latorre y aceptar para ello el cargo de director de Instrucción Pública de la Junta Económica Administrativa de Montevideo, pero con jurisdicción extendida a todo el país y con total independencia.

Carta de Varela a Latorre aceptando el cargo el 27 de marzo de 1876:
“Volviendo en nombre de elevadas consideraciones de patriotismo sobre una primera resolución, tomada ya, e imponiéndome al hacerlo el arduo sacrificio de legítimos escrúpulos y fundadas resistencias, acepto el puesto para el cual se me nombra, con el firme y decidido propósito de servirlo fielmente en la medida de mis facultades, mientras crea poder hacerlo en pro de los intereses públicos y sin mengua de la dignidad del ciudadano y del hombre”.
Tomando como referencia los modelos educativos que había podido observar en sus viajes a Estados Unidos y Europa, la reforma planeada por Varela se basó en tres principios: obligatoriedad, gratuidad y laicidad.En junio de 1876, Varela presentó su proyecto de reforma, cuyos fundamentos teóricos constituyeron el libro "La legislación escolar". Este proyecto pasó a estudio de una Comisión especial que modificó y reestructuró varios de los puntos iniciales de Varela.Por ejemplo, aunque Varela aspiraba que la escuela fuera laica, este punto no se llevó a cabo a diferencia de los otros dos. La educación primaria siguió teniendo como parte integral la enseñanza de la religión católica, pero dejó de ser obligatoria para aquellos alumnos que profesasen otras religiones.También, de los 111 artículos planteados por Varela pasaron a ser 55 artículos.
La reforma se oficializó el 24 de agosto de 1877 mediante la promulgación del "Decreto-Ley de Educación Común". Se reformó tanto la estructura de la enseñanza primaria como su contenido (la educación secundaria aún no existía).

La Escuela Nacional de Artes y Oficios (Fotografía de 1907).

Cuando la reforma comenzó a aplicarse había 62 escuelas, 143 maestros y unos 8.000 alumnos en Montevideo. Tres años después, en 1880, 25.000 alumnos asistían regularmente a 310 escuelas. Al extenderse la práctica escolar en el interior del país, se produjo una aceleración de la urbanización e integración de la población rural. El objetivo era no solo promover la formación básica en lectura y cálculo sino promover valores que además ayudaron a afirmar la identidad nacional.
La reforma en la educación continuó durante el resto del período de gobierno de Latorre. Varela ocupó la titularidad de la Dirección de la Instrucción Pública (cargo creado con el Decreto-Ley de 1877) hasta su temprana muerte el 24 de octubre de 1879 debida a una infección pulmonar, cuando tan solo tenía 34 años. Su hermano Jacobo Varela se encargó de continuar las reformas.
Al respecto de la enseñanza técnica, el 31 de diciembre de 1878 se crea la Escuela de Artes y Oficios como una ampliación de los talleres militares, por esta razón estaba bajo la dependencia del Ministerio de Guerra y Marina. Actualmente esta institución funciona como la Universidad del Trabajo del Uruguay (UTU).

### Ejército
Se profesionalizó y modernizó al ejército, imponiendo el monopolio por parte del Estado de los nuevos fusiles Máuser y el Remington. El telégrafo fue vital para transmitir información a las tropas hasta los lugares más alejados de la capital y el ferrocarril permitió el traslado de hombres.  
Se implementó una política de represión a criminales donde muy comúnmente eran llevados al "Taller de Adoquines". 

### Identidad nacional y edificios

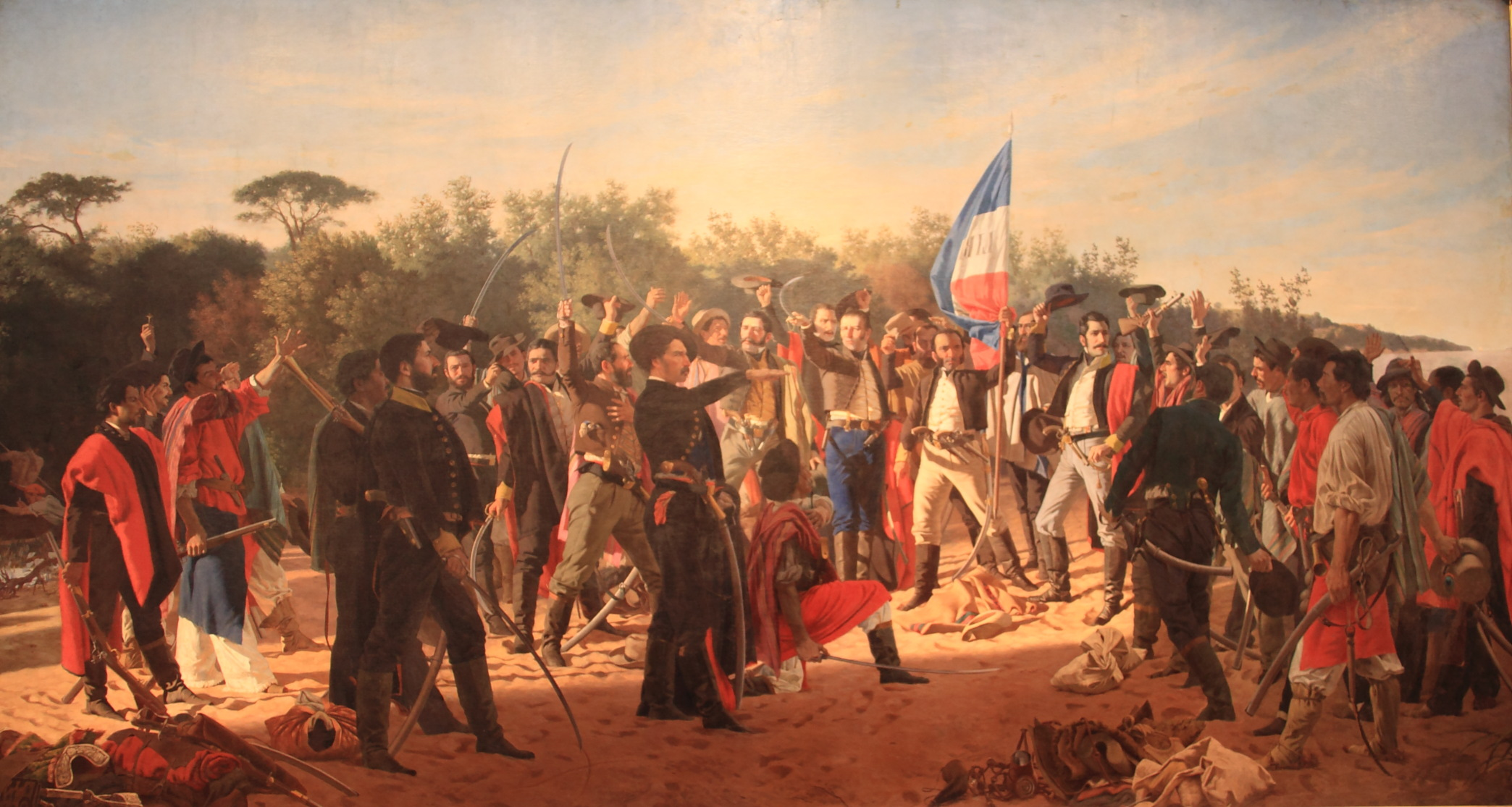
"El Juramento de los Treinta y Tres Orientales" de Blanes.

Con la idea de crear una identidad nacional, se exaltaron eventos históricos. Durante su mandato se dio a conocer el cuadro de Juan Manuel Blanes "El juramento de los Treinta y Tres Orientales", y promovió la demolición de antiguos edificios coloniales, como la antigua Ciudadela, el Fuerte de Gobierno y el Fuerte de San José, y comenzando el adoquinado de las calles montevideanas.

### Rol de los partidos políticos
Latorre, de origen colorado, gobernó sin reivindicar la divisa colorada. Respetó la coparticipación política establecida en la Paz de Abril de 1872 (que terminó la Revolución de las Lanzas) y su gobierno desplazó del ámbito político a dirigentes tanto blancos como colorados, "candomberos" y principistas. Muchos caudillos colorados fueron incorporados al Ejército y los que se resistieron fueron rápidamente eliminados. La mayor parte de los principistas fueron excluidos de la política y se refugiaron en la academia y en la prensa.

### Relación con la Iglesia
Durante este gobierno se gestionó con éxito entre el Pbro. Mariano Soler y Roma la creación del Obispado de Montevideo, el 13 de julio de 1878, por orden del Papa Pío IX. Su primer titular Monseñor Jacinto Vera.

## Presidencia de la República (1879-1880)

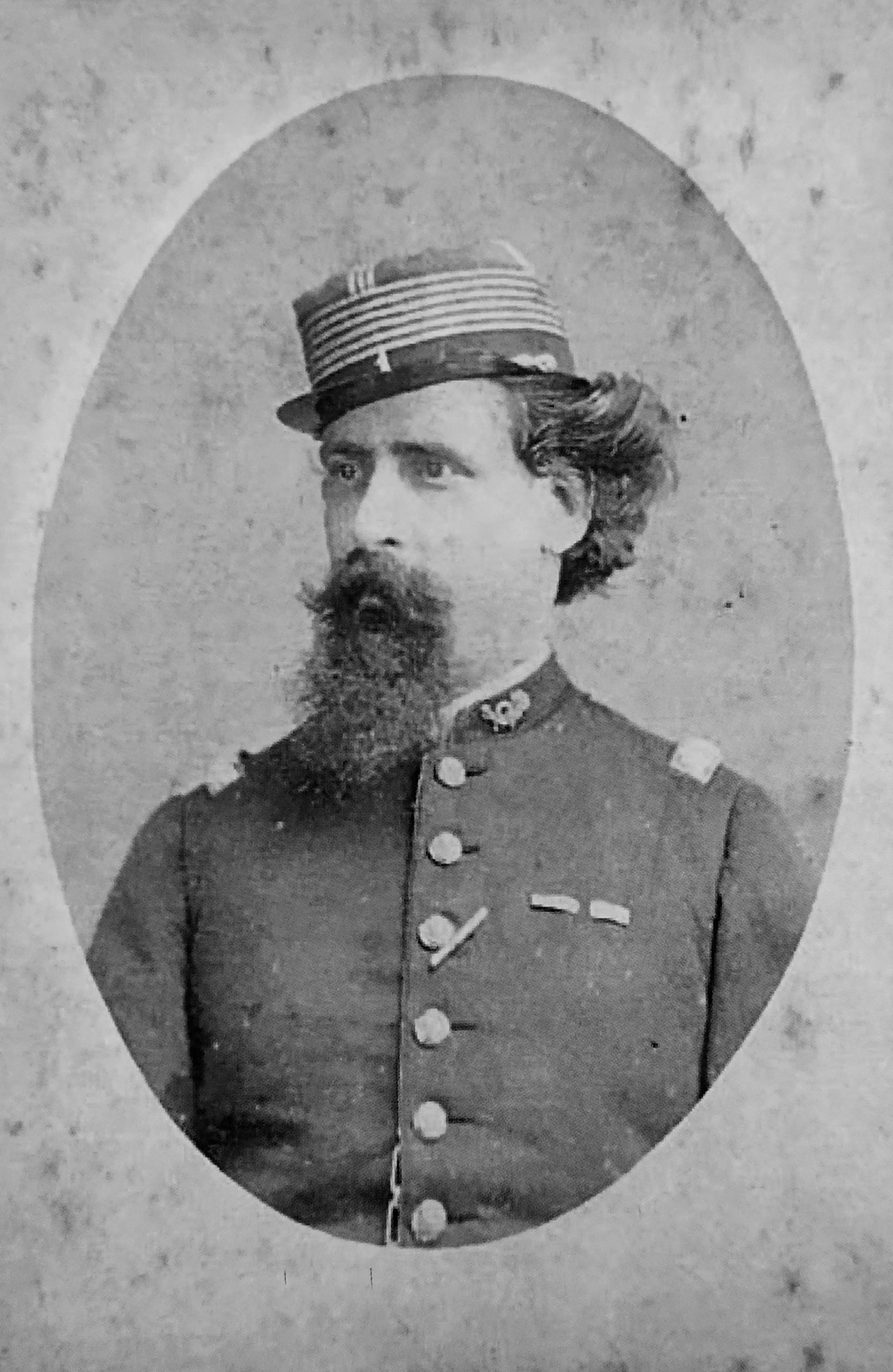
Coronel Lorenzo Latorre.

Luego de varias postergaciones, en noviembre de 1878 se realizó la elección de diputados y senadores. La abstención opositora aseguró la conformación de un legislativo leal a Latorre que lo eligió como presidente constitucional en marzo de 1878.
Así, Latorre asumió el 1 de marzo de 1879 como Presidente de la República para el período 1879-1883, con 34 años de edad.
Sin embargo, Latorre no pudo adaptarse al nuevo escenario constitucional. El funcionamiento de las cámaras, aunque controladas por sus aliados, exigía procedimientos que enlentecían la toma de decisiones y limitaban su poder. Finalmente, el 13 de marzo de 1880 Latorre renunció a la presidencia y abandonó Montevideo.

En su carta de renuncia a la presidencia afirmó:
"Al retirarme a la vida privada, llevo el desaliento hasta el punto de creer que nuestro país es un país ingobernable. Con tal convicción, no tengo el valor civil de afrontar por más tiempo la ruda misión que me impuso el voto de la representación nacional".
La Asamblea General aceptó su renuncia y Francisco Vidal fue nombrado como sustituto por el resto del período que le correspondía a Latorre. Sin embargo, la renuncia de Latorre no puso fin a los gobiernos militares, por el contrario, sería el inicio de un período conocido como el "militarismo" por la historiografía.

## Últimos años

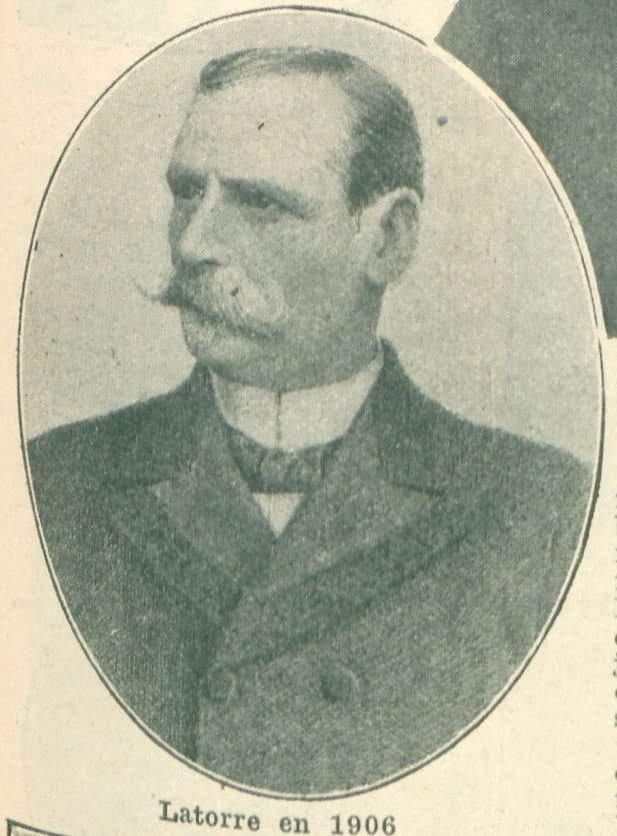

Tras abandonar Montevideo, se instala cerca de la frontera pero del lado brasileño en Yaguarón. Esto provoca que sea dado de baja en su cargo militar en julio de 1880, por ausentarse sin permiso del país y no presentarse ante el llamado del Estado Mayor del Ejército.
Termina por afincarse en Argentina, comprando una estancia en 1881 en la provincia de Buenos Aires, cerca de la localidad de Pehuajó.

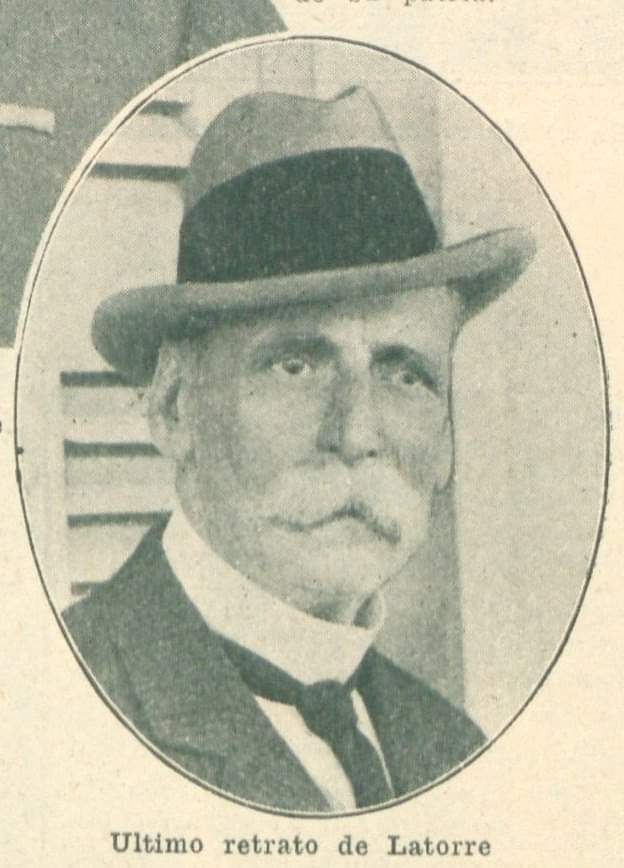

En 1887 regresa al Uruguay en tres oportunidades. La primera fue en junio, durante tres días, pero regresa a Argentina voluntariamente ante una oposición a que se radicara nuevamente en Uruguay proveniente de las cúspides del gobierno de Máximo Tajes. En agosto regresa a Montevideo con su familia, pero el ministro de Gobierno Julio Herrera y Obes procede a expulsarlo "en obsequio de la tranquilidad pública". Al mes siguiente, se le permite volver a suelo uruguayo para poder asistir a las exequias de su esposa Valentina.
Es recibido junto a sus hijos en 1889 por el papa León XIII en Roma, en el marco de un viaje a España, Francia e Italia.
En 1890 contrae matrimonio con la dama argentina Amalia Busetti, con la que tiene tres hijos.

Traslado de los restos de Lorenzo Latorre al Panteón Nacional en 1975 (presidente de facto Juan María Bordaberry al centro).

En diciembre de 1898, en Buenos Aires, en una reunión social concurren tanto Latorre como Herrera y Obes, ambos expresidentes uruguayos. Herrera y Obes había desterrado a Latorre y le había prohibido su ingreso a Uruguay años antes. En esa reunión hubo un conflicto entre los dos pero no llegó a realizarse un duelo.
Finalmente, el 18 de enero de 1916, Latorre fallece en una quinta que había adquirido en 1899, cerca de Buenos Aires.
En mayo de 1975, la dictadura cívico-militar uruguaya repatrió sus restos y los inhumó en el Panteón Nacional, donde aún allí permanecen. También le pusieron su nombre a la calle Convención de Montevideo, lo que fue revocado en 1985 con el regreso de la democracia.